# Ла-Побла-дел-Дук
Ла-Побла-дел-Дук, Пуебла-дель-Дук (валенс. Pobla del Duc, ісп. Puebla del Duc, офіційна назва La Pobla del Duc) — муніципалітет в Іспанії, у складі автономної спільноти Валенсія, у провінції Валенсія. Населення — 2514 осіб (2010).

## Географія
Муніципалітет розташований на відстані близько 330 км на південний схід від Мадрида, 65 км на південь від Валенсії.

## Демографія
Динаміка населення (INE ):

## Галерея зображень

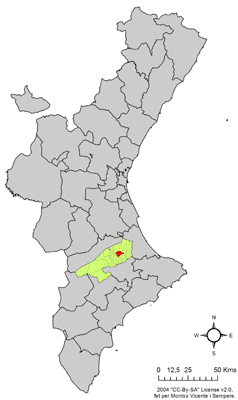
Розташування муніципалітету Ла-Побла-дел-Дук у автономній спільноті Валенсія
Розташування муніципалітету у комарці Вальє-де-Альбайда